# Zatyszszia
Zatyszszia (ukr. Затишшя, ros. Зати́шье) – osiedle typu miejskiego na Ukrainie, w obwodzie odeskim, w rejonie zachariwskim. Liczba ludności 1 stycznia 2015 roku wynosiła 3 571 osób.
Miejscowość założono w 1865 roku, osiedle typu miejskiego od 1964 roku.

## Ludzie związani z Zatyszszią
- Pawło Bazylewski - oficer Armii Polskiej na Wschodzie, emigracyjny działacz ukraiński